# 295-й истребительный авиационный полк (второго формирования)
295-й истребительный авиационный полк (295-й иап) — воинская часть Военно-воздушных сил (ВВС) Вооружённых Сил РККА, принимавшая участие в боевых действиях Великой Отечественной войны.

## Наименования полка

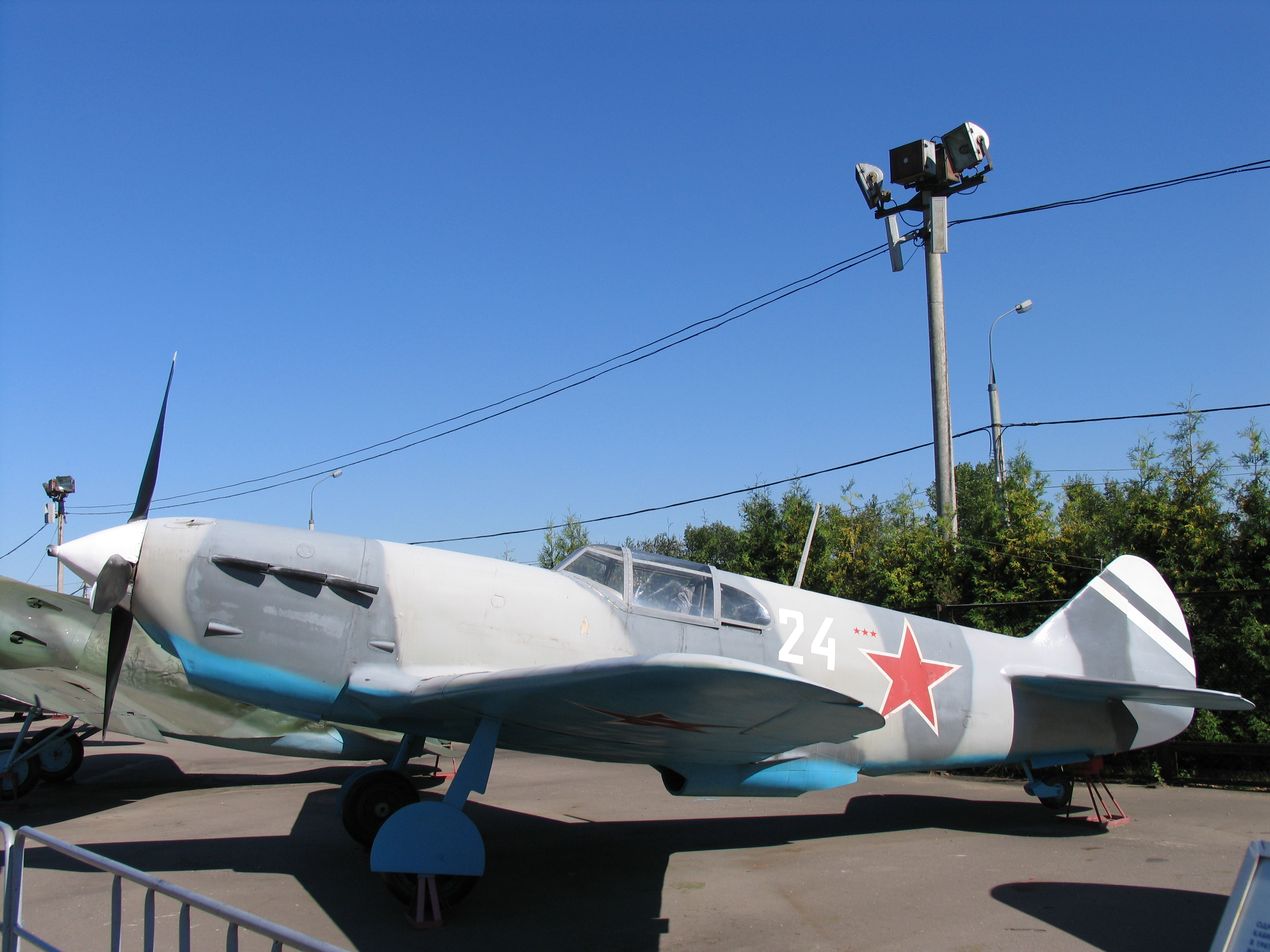
ЛаГГ-3

За весь период своего существования полк несколько раз менял своё наименование:
- 246-й истребительный авиационный полк
- 295-й истребительный авиационный полк

## Создание полка
295-й истребительный авиационный полк сформирован 4 мая 1941 года как 246-й истребительный авиационный полк в составе 66-й истребительной авиационной дивизии Одесского военного округа на аэродроме г. Запорожье. 27 октября 1941 года во время нахождения в Учебно-тренировочном центре ВВС Южного фронта согласно устному приказу начальника УТЦ ВВС Южного фронта полковника Комлева 246-й истребительный авиационный полк переименован в 295-й истребительный авиационный полк. Штабам 295-го и 246-го иап, входивших в состав УТЦ приказано обменяться номерами, печатями и штампами с оставлением личного состава и штабных документов.

## Расформирование полка
295-й истребительный авиационный полк 25 сентября 1942 года расформирован в 22-м запасном истребительном авиационном полку.

## В действующей армии
В составе действующей армии:
- с 31 июля 1941 года по 27 октября 1941 года (как 246-й иап),
- с 27 октября 1941 года по 30 октября 1941 года,
- с 3 апреля 1942 года по 10 июня 1942 года

## Командиры полка
| Звание | Имя                      | Период               | Примечание |
| ------ | ------------------------ | -------------------- | ---------- |
| майор  | Смоляков Платон Ефимович | 07.1941 — 10.06.1942 |            |

## В составе соединений и объединений
| Период        | Фронт (округ)            | армия                           | дивизия                                       | примечание                         |
| ------------- | ------------------------ | ------------------------------- | --------------------------------------------- | ---------------------------------- |
| 27.10.1941 г. | Южный фронт              | ВВС Южного фронта               | Учебно-тренировочный центр                    | переименован в 295-й иап           |
| 30.10.1941 г. | Закавказский фронт       | ВВС Закавказского фронта        | 25-й запасной истребительный авиационный полк | г. Аджикабул АзССР, переформирован |
| 23.12.1941 г. | Московский военный округ | ВВС Московского военного округа | 1-й запасной истребительный авиационный полк  |                                    |
| 05.02.1942 г. | Московский военный округ | ВВС Московского военного округа | 1-й запасной истребительный авиационный полк  | Арзамас, переучился на ЛаГГ-3      |
| 21.03.1942 г. | Резерв ставки ВГК        | авиация Резерва ставки ВГК      | 3-я резервная авиационная бригада             | ЛаГГ-3                             |
| 30.03.1942 г. | Северо-Западный фронт    | ВВС Северо-Западного фронта     |                                               | ЛаГГ-3                             |
| 03.04.1942 г. | Северо-Западный фронт    | ВВС Северо-Западного фронта     | 6-я ударная авиационная группа                | ЛаГГ-3                             |
| 13.06.1942 г. | Московский военный округ | ВВС Московского военного округа | 1-й запасной истребительный авиационный полк  | Арзамас                            |
| 11.07.1942 г. | Московский военный округ | ВВС Московского военного округа | 22-й запасной истребительный авиационный полк | Иваново                            |
| 25.09.1942 г. | Московский военный округ | ВВС Московского военного округа | 22-й запасной истребительный авиационный полк | расформирован, Иваново             |

## Первая известная воздушная победа полка
Первая известная воздушная победа полка в Великой Отечественной войне одержана 16 апреля 1942 года: лейтенант Горельцев Павел Петрович в воздушном бою в районе деревни Ермошкино сбил немецкий истребитель Ме-109.

## Участие в операциях и битвах
- Демянская операция — с 3 апреля 1942 года по 20 мая 1942 года.

| И-15 бис | И-153 | И-16 |

## Статистика боевых действий
Всего за годы Великой Отечественной войны полком:
| Выполнено боевых вылетов | Проведено воздушных боев | Сбито самолётов противника |
| ------------------------ | ------------------------ | -------------------------- |
| 586                      |                          | 23                         |

Свои потери:
| Потеряно самолётов, всего | Погибло лётчиков всего |
| ------------------------- | ---------------------- |
| 17                        | 6                      |

## Самолёты на вооружении
| Период      | Самолёты |
| ----------- | -------- |
| 1941 — 1941 | И-16     |
| 1942 — 1942 | ЛаГГ-3   |